# Eliminatórias da Copa do Mundo FIFA de 2022 – AFC (primeira fase)
Esta página apresenta os resultados das partidas da primeira fase das eliminatórias asiáticas (AFC) para a Copa do Mundo FIFA de 2022. Esta fase também serve como primeira fase para as eliminatórias para a Copa da Ásia de 2023.

## Formato
Um total de 12 seleções (ranqueados entre 35–46 no Ranking da FIFA) disputaram partidas de ida e volta para definir os seis classificados para a segunda fase.

## Sorteio
O sorteio para a primeira fase ocorreu em 17 de abril de 2019.
As 12 seleções foram divididas em dois potes. O pote 1 contém as equipes ranqueadas entre as posições 35–40, e o pote 2 contém as equipes ranqueadas entre as posições 41–46. Esta divisão foi baseada no Ranking da FIFA de abril de 2019 (mostrado entre parenteses).
Nota: Seleções marcadas em negrito se classificaram para a segunda fase.
| Pote 1                                                                                          | Pote 2 |
| ----------------------------------------------------------------------------------------------- | --- |
| 1. Malásia (168) 2. Camboja (173) 3. Macau (183) 4. Laos (184) 5. Butão (186) 6. Mongólia (187) | 1. Bangladesh (188) 2. Guam (193) 3. Brunei (194) 4. Timor-Leste (195) 5. Paquistão (200) 6. Sri Lanka (202) |

## Partidas
| Equipe 1 | Total | Equipe 2    | 1.º jogo | 2.º jogo |
| -------- | ----- | ----------- | -------- | -------- |
| Mongólia | 3–2   | Brunei      | 2–0      | 1–2      |
| Macau    | 1–3   | Sri Lanka   | 1–0      | 0–3      |
| Laos     | 0–1   | Bangladesh  | 0–1      | 0–0      |
| Malásia  | 12–2  | Timor-Leste | 7–1      | 5–1      |
| Camboja  | 4–1   | Paquistão   | 2–0      | 2–1      |
| Butão    | 1–5   | Guam        | 1–0      | 0–5      |

| 6 de junho de 2019 | Mongólia                     | 2 – 0                            | Brunei | MFF Football Centre, Ulã Bator               |
| 17:00 (UTC+8)      | Tsedenbal 9' · Naranbold 69' | Relatório (AFC) Relatório (FIFA) |        | Público: 1 685 Árbitro: IND Pranjal Banerjee |

| 11 de junho de 2019 | Brunei          | 2 – 1                            | Mongólia            | Estádio Nacional Hassanal Bolkiah, Bandar Seri Begawan |
| 20:15 (UTC+8)       | Razimie 4', 34' | Relatório (AFC) Relatório (FIFA) | Tsedenbal 47' (pen) | Público: 17 210 Árbitro: JOR Ahmad Yacoub Ibrahim      |

Mongólia venceu por 3–2 no placar agregado.
| 6 de junho de 2019 | Macau      | 1 – 0                            | Sri Lanka | Centro Esportivo de Zhuhai, Zhuhai (China) |
| 19:30 (UTC+8)      | Duarte 52' | Relatório (AFC) Relatório (FIFA) |           | Público: 901 Árbitro: KOR Kim Dae-yong     |

| 11 de junho de 2019 | Sri Lanka | 3 – 0                            | Macau | Estádio Sugathadasa, Colombo    |
| 15:30 (UTC+5:30)    |           | Relatório (AFC) Relatório (FIFA) |       | Árbitro: TKM Çarymyrat Kurbanow |

Sri Lanka venceu por 3–1 no placar agregado.
| 6 de junho de 2019 | Laos | 0 – 1                            | Bangladesh    | Estádio Nacional, Vientiane             |
| 18:30 (UTC+7)      |      | Relatório (AFC) Relatório (FIFA) | Ro. Hasan 71' | Público: 4 572 Árbitro: HKG Ho Wai Sing |

| 11 de junho de 2019 | Bangladesh | 0 – 0                            | Laos | Estádio Nacional Bangabandhu, Daca          |
| 19:00 (UTC+6)       |            | Relatório (AFC) Relatório (FIFA) |      | Público: 7 453 Árbitro: KGZ Timur Faizullin |

Bangladesh venceu por 1–0 no placar agregado.
| 7 de junho de 2019 | Malásia                                                                                   | 7 – 1                            | Timor-Leste    | Estádio Nacional Bukit Jalil, Kuala Lumpur  |
| 20:45 (UTC+8)      | Corbin-Ong 12' · Shahrel 23' · Norshahrul 43' · Safawi 45+1', 59' · Faiz 78' · Akhyar 89' | Relatório (AFC) Relatório (FIFA) | João Pedro 52' | Público: 4 244 Árbitro: UZB Sherzod Kasimov |

| 11 de junho de 2019 | Timor-Leste | 1 – 5                            | Malásia                                          | Estádio Nacional Bukit Jalil, Kuala Lumpur (Malásia) |
| 20:45 (UTC+8)       | Rufino 72'  | Relatório (AFC) Relatório (FIFA) | Shahrel 10', 17', 64' · Sumareh 37' · Akhyar 55' | Público: 12 776 Árbitro: JPN Yusuke Araki            |

Malásia venceu por 12–2 no placar agregado.
| 6 de junho de 2019 | Camboja                       | 2 – 0                            | Paquistão | Estádio Olímpico, Phnom Penh             |
| 18:30 (UTC+7)      | Chanthea 81' · Sokumpheak 84' | Relatório (AFC) Relatório (FIFA) |           | Público: 33 706 Árbitro: AUS Shaun Evans |

| 11 de junho de 2019 | Paquistão        | 1 – 2                            | Camboja                     | Estádio Hamad bin Khalifa, Doha (Catar) |
| 19:00 (UTC+3)       | Bashir 18' (pen) | Relatório (AFC) Relatório (FIFA) | Sokpheng 64' · Bunheing 89' | Público: 300 Árbitro: SYR Hanna Hattab  |

Camboja venceu por 4–1 no placar agregado.
| 6 de junho de 2019 | Butão         | 1 – 0                            | Guam | Estádio Changlimithang, Thimbu              |
| 18:00 (UTC+6)      | Ts. Dorji 35' | Relatório (AFC) Relatório (FIFA) |      | Público: 8 000 Árbitro: OMA Omar Al-Yaquobi |

| 11 de junho de 2019 | Guam                                                  | 5 – 0                            | Butão | Guam FA National Training Center, Dededo |
| 15:15 (UTC+10)      | Lagutang 23' · Cunliffe 27', 82', 90+4' · Malcolm 51' | Relatório (AFC) Relatório (FIFA) |       | Público: 1 029 Árbitro: TPE Yu Ming-hsun |

Guam venceu por 5–1 no placar agregado.